# Cryptadenia
Cryptadenia é um género botânico pertencente à família Thymelaeaceae.

## Espécies seleccionadas
- Cryptodenia breviflora
- Cryptodenia ciliata
- Cryptodenia filicaulis
- Cryptodenia grandiflora
- Cryptodenia laxa
- Cryptodenia uniflora

1. ↑  «Cryptadenia — World Flora Online». www.worldfloraonline.org. Consultado em 19 de agosto de 2020